# Applecross
Applecross (Schots-Gaelisch: A' Chomraich, het heiligdom) is een groep nederzettingen op het schiereiland Applecross waaronder Toscaig, Culduie, Camusterrach, Milltown en Sand.
De naam Applecross komt van het Pictische woord Aporcrosan (samenloop van de (rivier) Crossan).
Historisch gezien is Applecross verbonden met St. Máelrubai, een Ierse monnik ook wel Maelrubha genoemd, die in 671 naar de Britse Eilanden was gekomen om een abdij te stichten in toen Pictisch gebied. In 672 stichtte hij een abdij in het huidige Applecross en noemt de nederzetting Aporcrosan en was de eerste abt van de abdij. De monnik zou op 24 april 722 sterven, toen al over de 80. De abdij zou gebouwd zijn niet ver van waar nu de huidige parochiekerk staat (gebouwd in 1817). Op het kerkhof zijn nog bewijzen te vinden van deze abdij, daar staat namelijk een grote kruisvormige steen en in de kerk bevinden zich fragmenten van nog andere. Het omliggende gebied van de abdij  A' Chomraich(het heiligdom) werd afgebakend met kruisen, een ervan werd vernietigd in 1870 en gebruikt voor het bouwen van een boerderij.
Er zijn vele kerken in Skye en Noord-Schotland gewijd aan de heilige. Voorbeeld hiervan is de kerk op het heilige eiland Isle Maree (Schots-Gaelisch: Eilean Maolruibhe) in Loch Maree.
Het gebied in en rond Applecross wordt verondersteld een van de vroegst bewoonde gebieden te zijn van Schotland. Sand aan de kust is een belangrijke archeologische vindplaats.
Tot de 20e eeuw was Applecross alleen maar te bereiken via de zee of via een van de meest verraderlijke bergpassen van Schotland: Bealach na Ba (Pad van het vee). Deze bergpas overbrugt 626 meter tot onder de berg Sgurr a' Chaorachain (774 m). Vandaag de dag kan men Applecross ook bereiken via een kustweg. Deze weg volgt de kustlijn van Inner Sound en Loch Torridon.

## Applecross en toerisme
Applecross trekt ook bezoekers van het Europees vasteland aan, zowel per motorfiets als per auto waarbij de Applecross Inn vaak een trefpunt is en de bergpas Bealach na Ba een uitdaging. De Applecross Inn is een van de gebouwen in een rij in een plaats die op sommige kaarten aangeduid wordt als Applecross maar in feite Shore Street wordt genoemd. Lokaal draagt ze de naam The Street.
In 2010 opende op Applecross het eerste onbemande benzinestation van het Verenigd Koninkrijk waar men kan tanken met een kredietkaart. Een alternatief is het 56 km verderop gelegen benzinestation van Lochcarron.

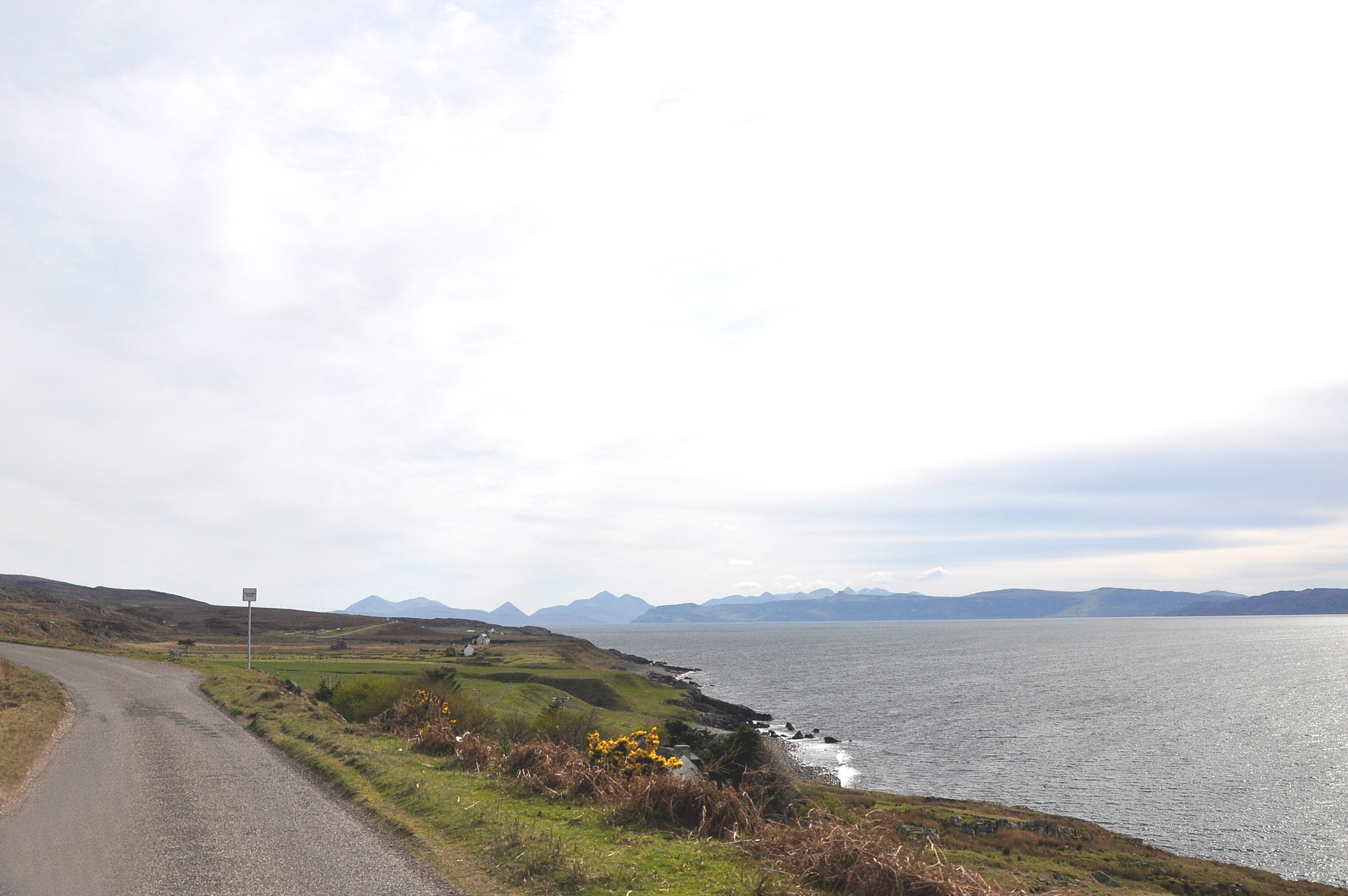
De kustweg
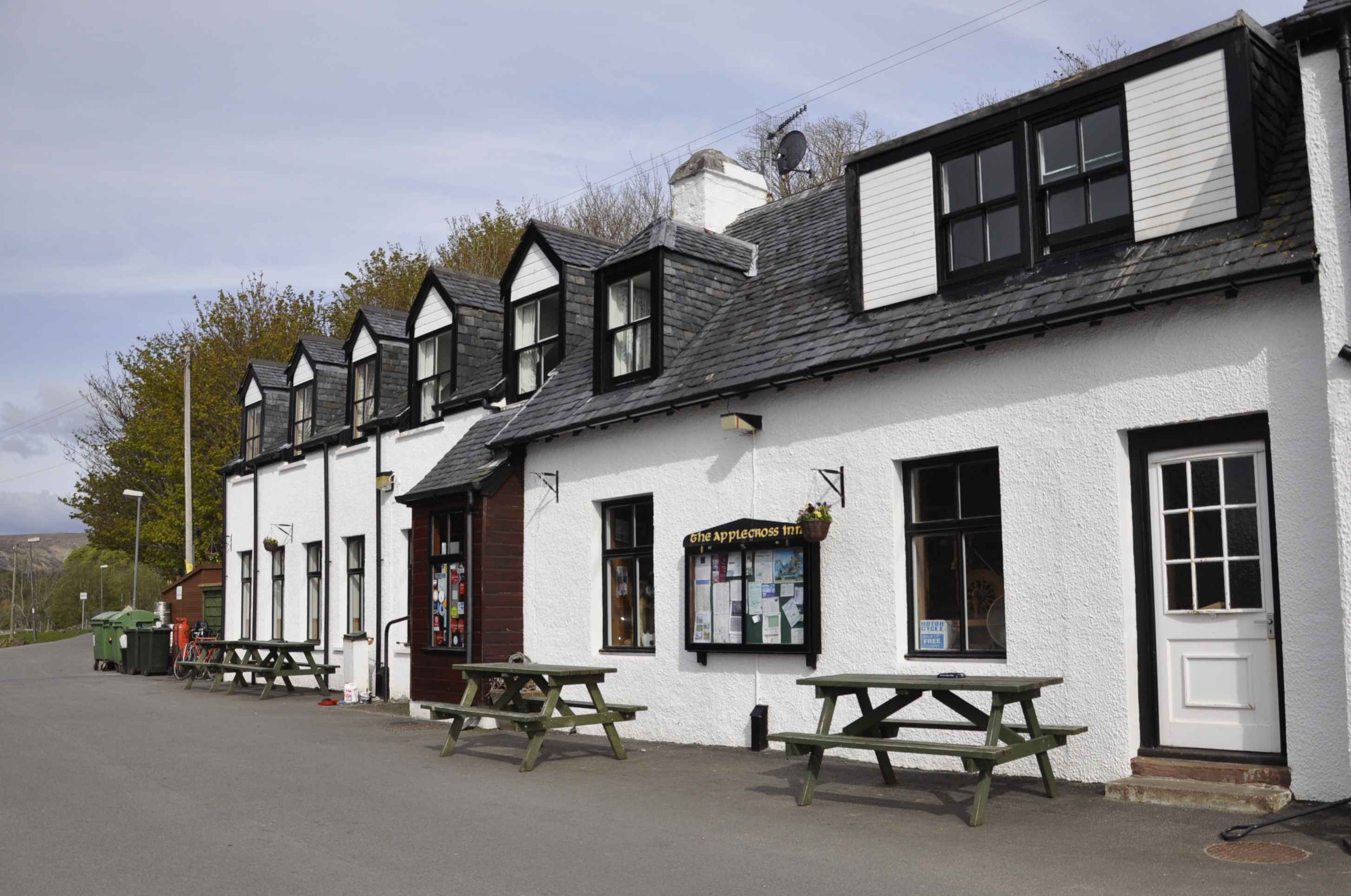
Applecross Inn
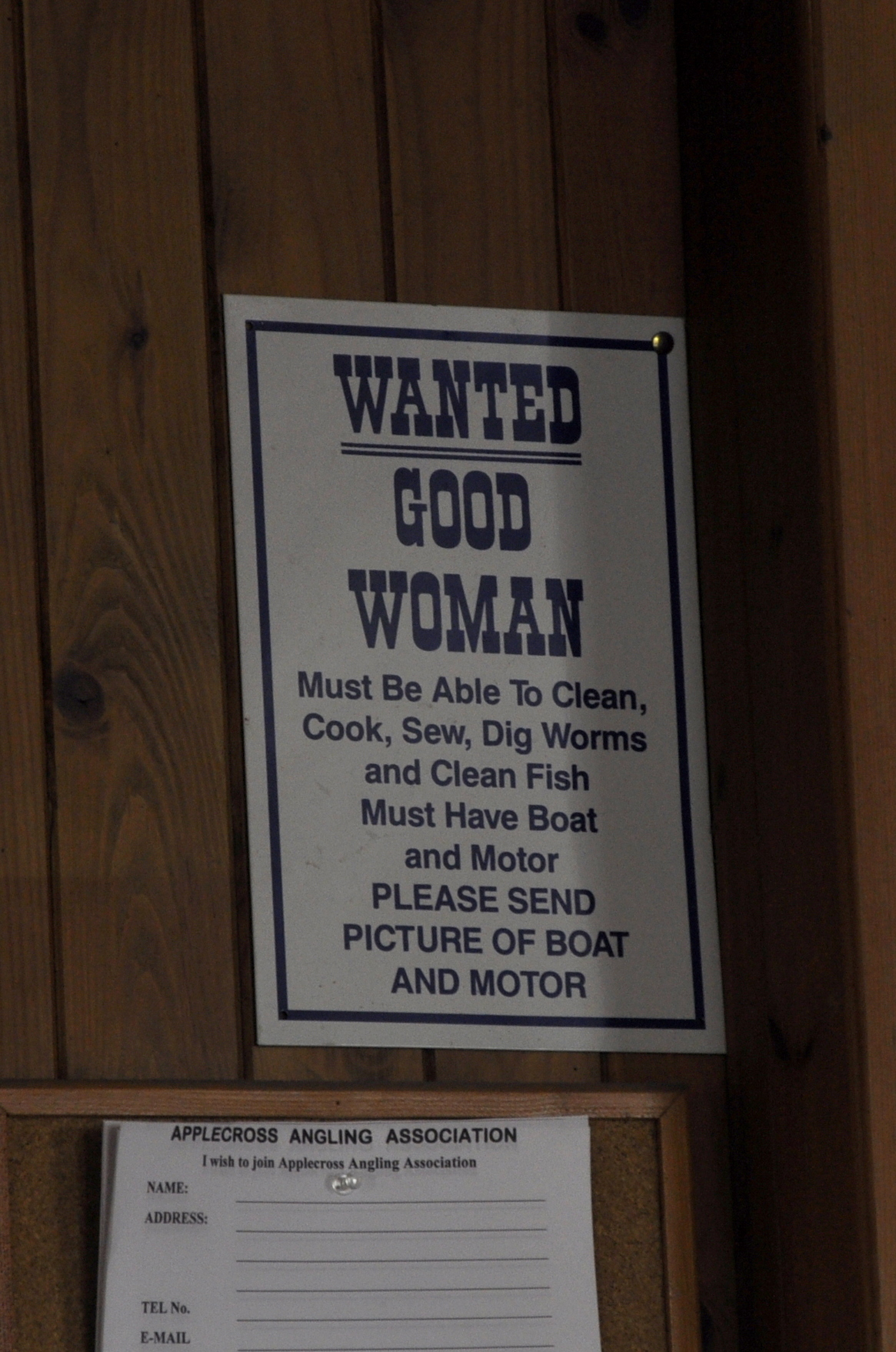
Ook Schotten zoeken een goede vrouw
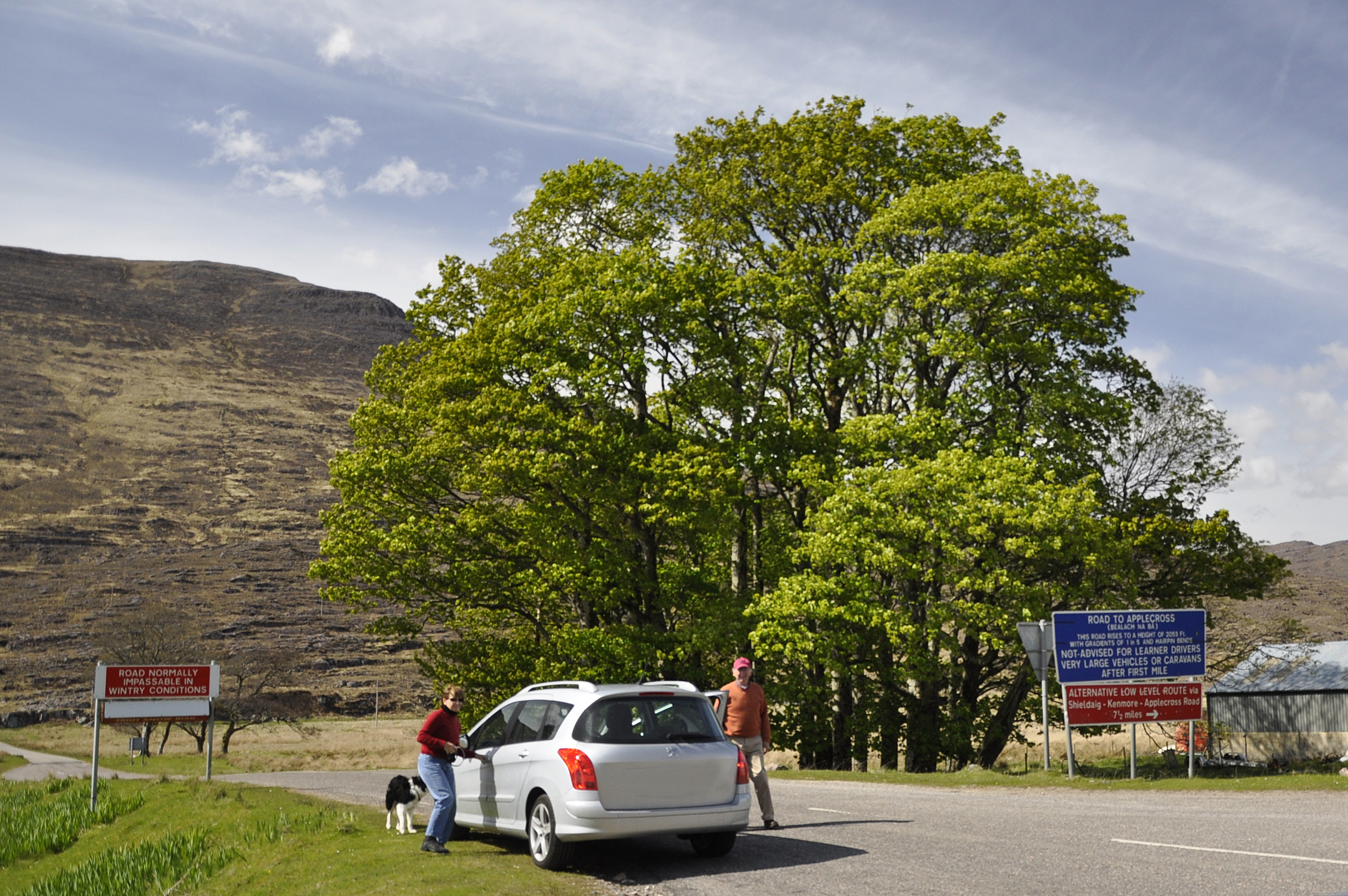
De waarschuwingsborden in Tornapress, aan de oostelijke kant van Bealach na Ba
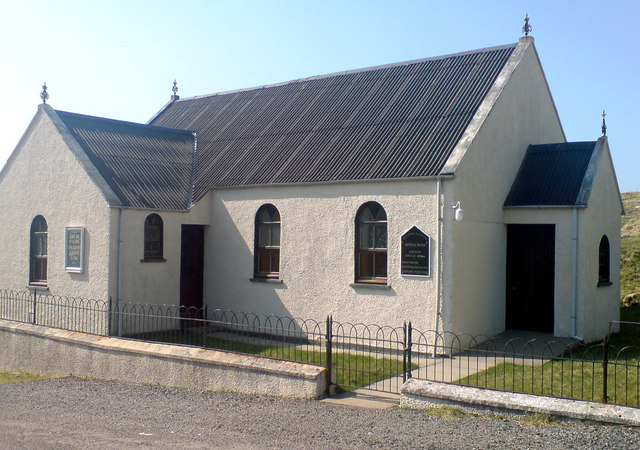
De Free Church of Scotland in het dorp